# Stazione di Dublino Connolly
La stazione di Dublino Connolly, comunemente chiamata stazione Connolly (in irlandese: stáisiún Uí Chonghaile) e precedentemente denominata stazione di Amiens Street, è una delle principali stazioni ferroviarie di Dublino, Irlanda e rappresenta un punto focale del sistema ferroviario del paese.
Situata sulla sponda nord del fiume Liffey, la stazione provvede ad un servizio cittadino e per il nord, nordovest e sudest dell'isola. Il Dublin Area Rapid Transit passa attraverso la stazione. Inoltre, qui è ospitata la sede delle ferrovie irlandesi.